# Ethiopian Airlines

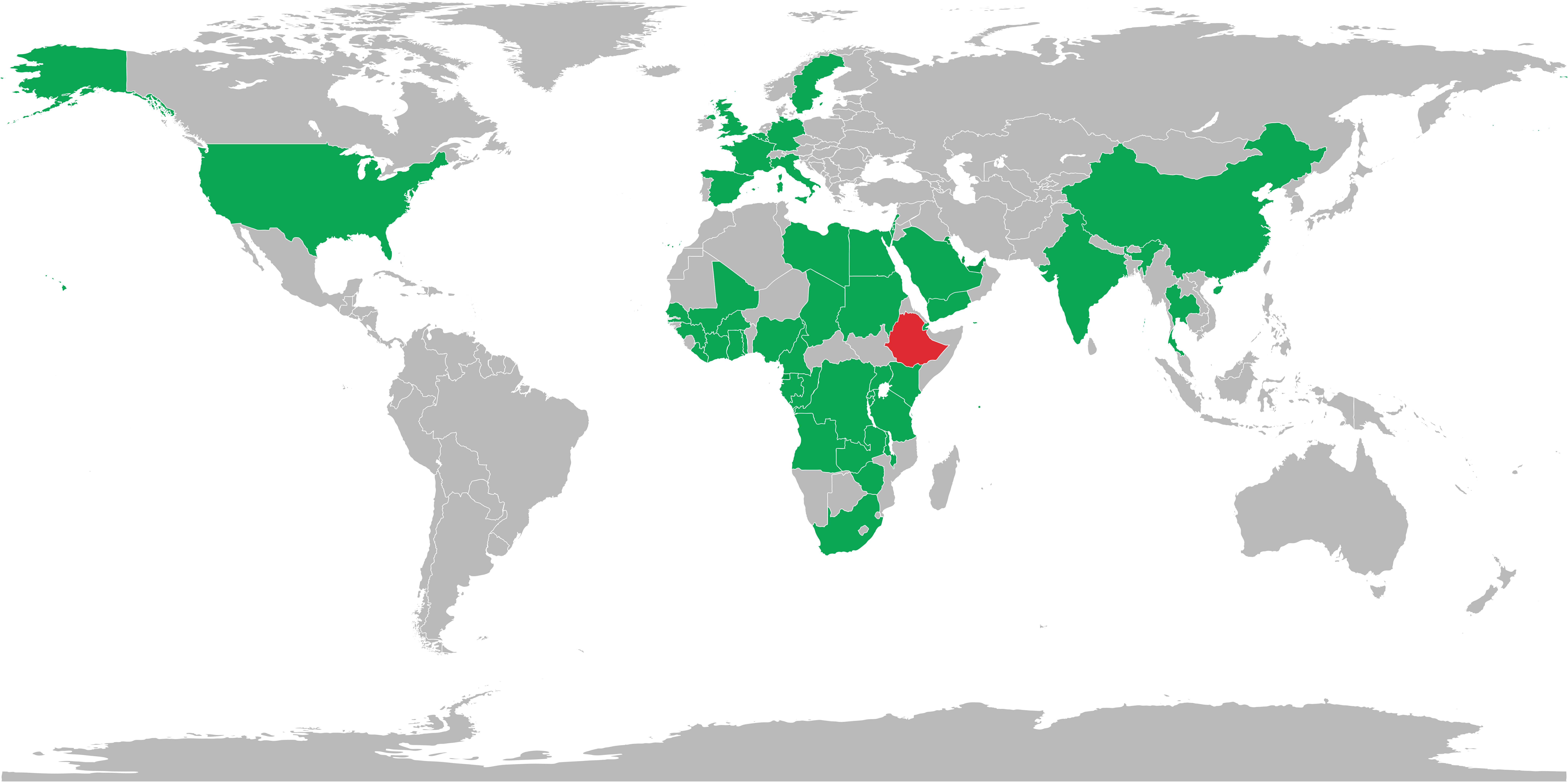
Länder Ethiopian Airlines flyger till

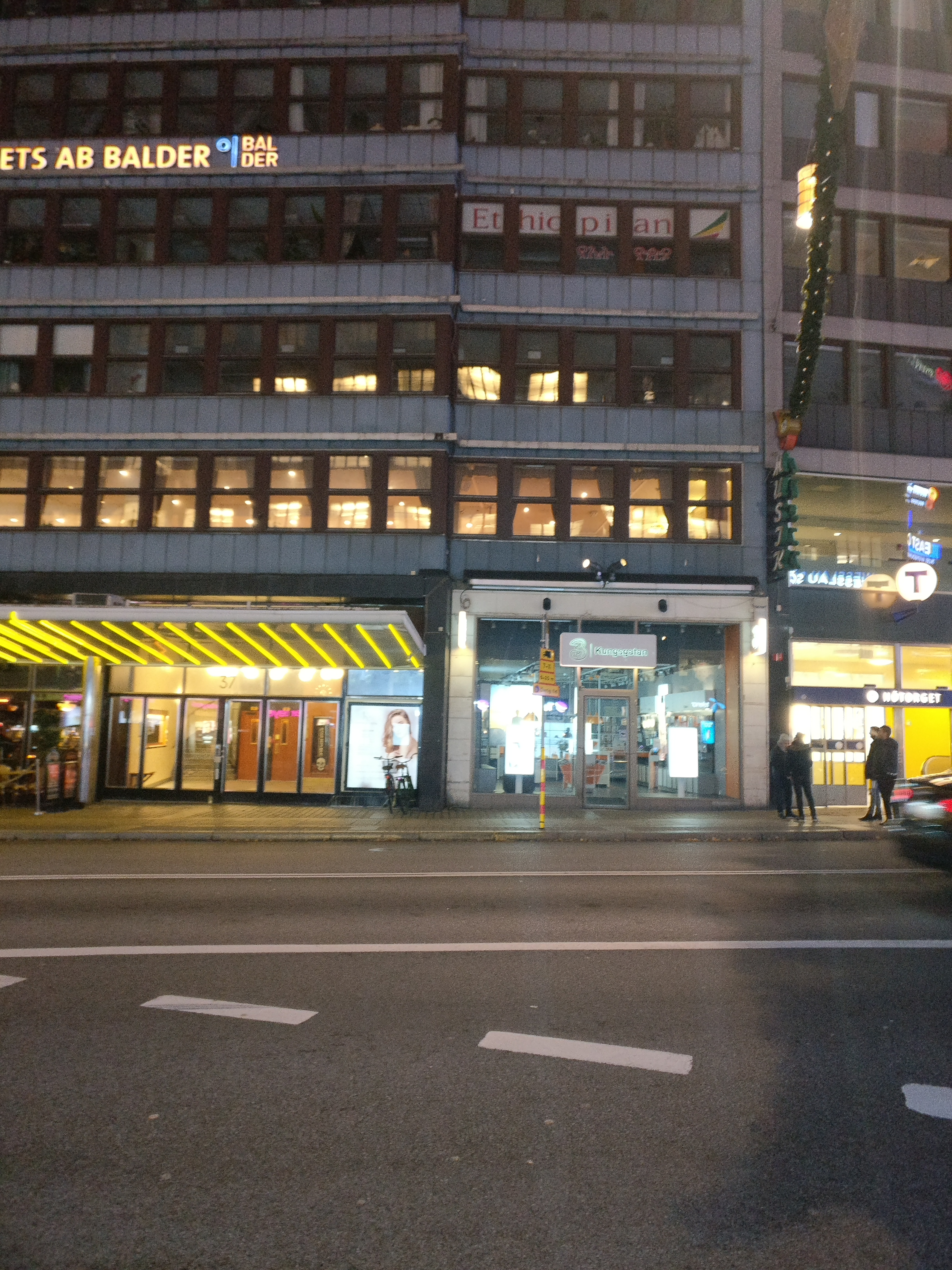
Ethiopian Airlines Stockholm offices

Ethiopian Airlines är ett statligt flygbolag från Etiopien. Dess huvudflygplats är Addis Abeba Bole International Airport. Bolaget är sedan december 2011 fullvärdig medlem i alliansen Star Alliance.

## Historia

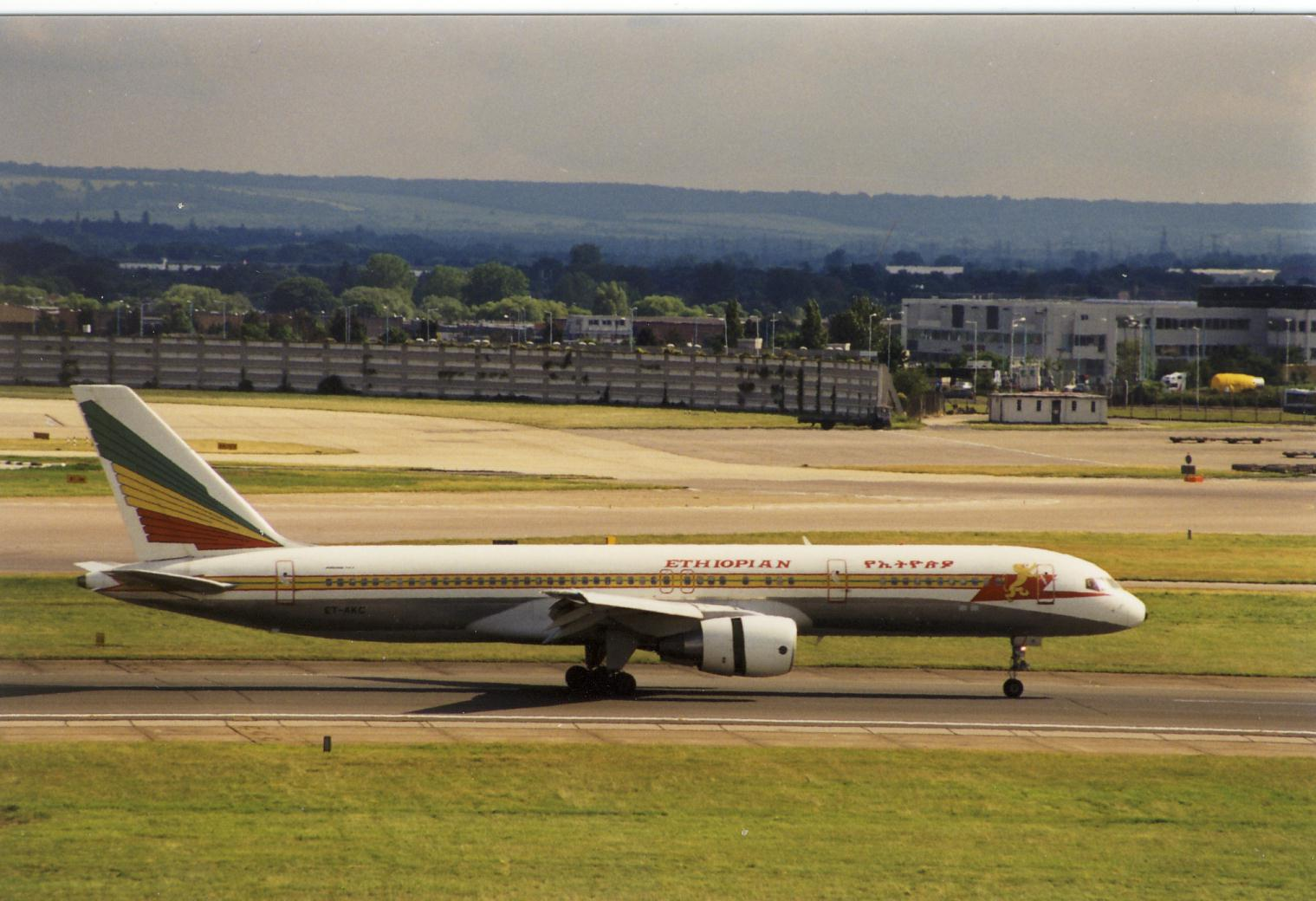
En Boeing 757-200 från Ethiopian Airlines landar på London-Heathrow flygplats, England. (1998)

Ethiopian Airlines grundades den 30 december 1945 av kejsar Haile Selassie med assistans av TWA. Det började flyga den 8 april 1946 med turer varje vecka mellan Addis Abeba och Kairo med fem propellerplan av typen Douglas DC-3.
Bolaget startade långdistansflygningar till Frankfurt 1958 och tog sitt första jetplan i bruk i januari 1963 från Addis Abeba till Nairobi. År 1965 bytte det bolagsform och bytte även namn från Ethiopian Air Lines till Ethiopian Airlines. Under det tidiga 1960-talet gav det en del inledande flygstöd till en kartläggningsexpedition i samarbete mellan Etiopien och USA för att ta fram topografiska kartor av Etiopien. Det är helägt av den etiopiska staten och hade 4 700 anställda i mars 2007.
Ethiopian Airlines har sedan år 2005 haft tre flyg i veckan mellan Stockholm (Arlanda) och Addis Abeba (Addis Abeba Bole), med mellanlandning i Rom. Numera (2013) finns en avgång dagligen i vardera riktningen utan mellanlandning mellan Stockholm (Arlanda) och Addis Abeba (Addis Abeba Bole).

## Flotta

### Plan som tidigare ingått i flottan
Ethiopian Airlines har tidigare flugit bl.a.:
- ATR 42
- Boeing 707
- Boeing 727
- Boeing 737
- Boeing 757
- Boeing 767
- Boeing 777
- Boeing 787
- Convair CV-240
- De Havilland Canada DHC-5 Buffalo
- DHC-6 Twin Otter
- Douglas DC-3
- Douglas DC-6
- Fokker 50
- Lockheed Hercules

## Olyckstillfällen
En Boeing 737, Ethiopian Airlines Flight 409, som tillhörde Ethiopian Airlines havererade efter start från Beirut natten mot den 25 januari 2010. Flygplanet skulle flyga till Etiopiens huvudstad Addis Abeba. Det var 90 personer ombord, som alla omkom.
En Boeing 737 MAX 8, Ethiopian Airlines Flight 302, som tillhörde Ethiopian Airlines havererade ca 6 minuter efter start från Addis Abeba under morgonen den 10 mars 2019. Flygplanet skulle flyga till Kenyas huvudstad Nairobi. Olyckan är under utredning. Det var 157 personer ombord, som alla omkom. Fyra av de 157 ombord var svenskar.